# سفارة ألمانيا في إسرائيل
سفارة ألمانيا في إسرائيل هي الممثل الرسمي لجمهورية ألمانيا الاتحادية. أُنشئت في 19 أغسطس 1965، بعد إقامة العلاقات الدبلوماسية بين البلدين في 12 مايو 1965. كان أول سفير ألماني لدى إسرائيل هو رولف فريدمان بولس. تعمل السفارة على تعزيز العلاقات السياسية والاقتصادية والثقافية، وتقدم خدمات قنصلية للمواطنين الألمان في إسرائيل.(٣)
كان هذا القرار مثيرًا للجدل في إسرائيل، خاصة بين الناجين من المحرقة، لكنه شكّل نقطة تحول مهمة في العلاقات بين البلدين. (٣)

## التاريخ والعلاقات البلوماسية ألمانيا
بدأت العلاقات الدبلوماسية بين ألمانيا الغربية وإسرائيل رسميًا في 12 مايو 1965، بعد فترة طويلة من القطيعة والتوتر بسبب جرائم النازية ضد اليهود خلال الحرب العالمية الثانية. ورغم المعارضة الداخلية والخارجية، خاصة من بعض الدول العربية، تم افتتاح السفارة الألمانية في تل أبيب بعد فترة وجيزة من الإعلان عن العلاقات الرسمية.
أما ألمانيا الشرقية، فلم تكن لها علاقات دبلوماسية مع إسرائيل حتى سقوط جدار برلين عام 1989، حيث كانت تدعم بعض الحركات الفلسطينية. وبعد توحيد ألمانيا، تعززت العلاقات الألمانية-الإسرائيلية لتشمل مجالات أوسع مثل الدفاع، الاقتصاد، والتعاون الثقافي.
في عام 2024، أعلنت السلطات الألمانية عن إحباط محاولة هجوم على السفارة الإسرائيلية في برلين، بعد رصد نشاط مشبوه من قبل متطرفين. وفي حادث منفصل بمدينة ميونيخ، أطلقت الشرطة النار على رجل مسلح كان يهدد القنصلية الإسرائيلية، وأردته قتيلاً في موقع الحادث. الحكومة الألمانية أكدت أن حماية البعثات الدبلوماسية الإسرائيلية تمثل أولوية قصوى، وسط تصاعد التهديدات المرتبطة بالصراع في الشرق الأوسط. 